# Calzada del lago Pontchartrain
La calzada del lago Pontchartrain (del inglés: Lake Pontchartrain Causeway), o simplemente La Calzada  es una calzada compuesta por dos puentes paralelos que cruzan el lago Pontchartrain en el sur de Luisiana, Estados Unidos que conecta desde el sur en Metairie, un barrio de Nueva Orleans hasta el norte en la localidad de Mandeville. El más largo de ellos también es el segundo más largo del mundo sobre el agua, llegando a medir 38,42 km. Los puentes son soportados por unos 9500 pilares de hormigón. Como obra de ingeniería destaca por las dos secciones basculantes que se elevan para facilitar la navegación por el lago pese al puente y que están situadas a 13 km al sur de la costa norte. 
La calzada del lago Pontchartrain ostenta el Récord Guinness de distancia continua sobre el agua más larga del mundo. Anteriormente figuraba en la puente sobre el agua más largo del mundo; en 2011, en respuesta a la inauguración del puente de la bahía de Qingdao en China, Guinness World Records creó dos categorías para los puentes sobre el agua: La calzada del lago Pontchartrain se convirtió entonces en el puente más largo sobre el agua (continuo), mientras que el puente de la bahía de Jiaozhou pasó a ser el puente más largo sobre el agua (agregado).
Los puentes están sostenidos por 9500 pilotes de hormigón. Los dos puentes cuentan con un bascule, que salva el canal de navegación 8 millas (13 km) al sur de la orilla norte.

## Historia

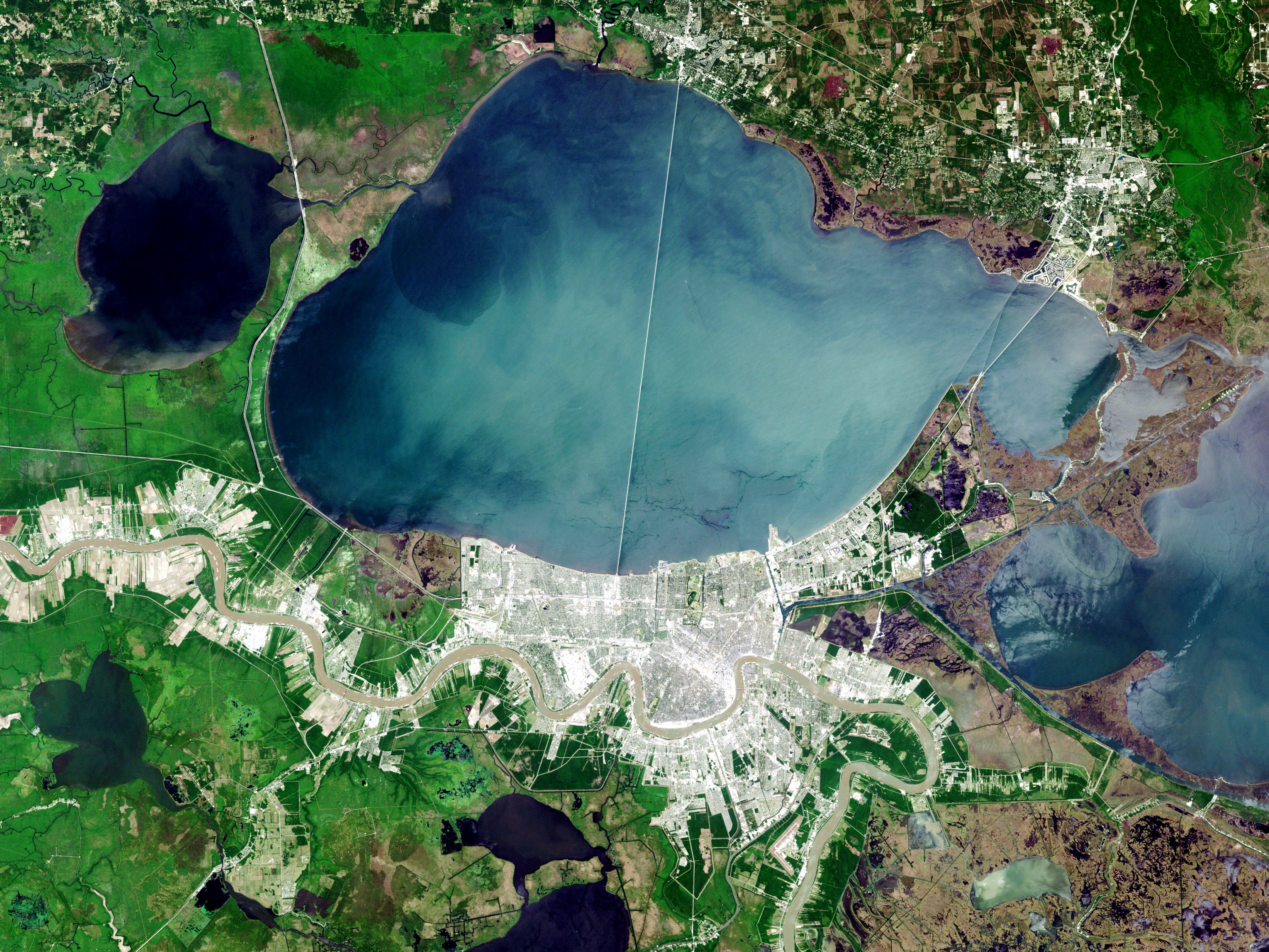
La calzada que atraviesa el lago Pontchartrain por el medio.

La idea de un puente que cruzara el lago Pontchartrain se remonta a principios del siglo XIX, con Bernard de Marigny: el fundador de Mandeville. Este comenzó con un servicio de ferris que siguió posteriormente operando a mediados de la década de 1930. En los años 1920, se exigió la creación de islas artificiales que serían conectadas por una serie de puentes. La financiación de este plan se obtuvo de la venta de inmuebles en las islas. La Calzada actual empezó a tomar forma en 1948, cuando la Legislatura de Luisiana creó lo que ahora es la Comisión de la Calzada (Causeway Commission).
El proyecto original de la Calzada consistía en un vial de dos carriles sostenido sobre el agua por pilares de hormigón que inaugurado en 1956 con un coste de 30,7 millones de dólares. Un segundo vial con otros dos carriles y paralelo al primero se abrió al tráfico rodado el 10 de mayo de 1969 con un coste de 26 millones de dólares, dándose la circunstancia de que este segundo es 15 metros más largo que el primero. La Calzada siempre ha sido un puente de peaje. Hasta 1999, se cobraba por atravesar el puente en cualquiera de los dos sentidos, pero en ese año para eliminar la congestión viaria que se producía en la costa sur del lago (donde está ubicada la ciudad de Nueva Orleáns) se decidió suprimir el peaje del puente en el sentido norte. Desde ese momento el único peaje cobrado en la Calzada fue el del sentido sur y quedó fijado en 3 dólares.
La calzada original era un tramo de dos carriles y medía 23,86 millas (38,4 km) de longitud. Se inauguró en 1956 con un coste de 46 millones de dólares (equivalente a 390 millones en dólares de 2023). Esto incluía no sólo el puente, sino también tres carreteras de aproximación en el extremo norte y un largo tramo de carretera en el extremo sur.
El 16 de junio de 1964, seis personas murieron cuando unas barcazas abrieron una brecha en el puente y un autobús se precipitó al lago.
Una distancia paralela de dos carriles, 0,01 millas (16,1 m) más larga que la original, se inauguró el 10 de mayo de 1969, con un coste de 30 millones de dólares (equivalente a 190 millones de dólares en 2023).
Desde su construcción, la calzada ha funcionado como puente de peaje. Hasta 1999, los peajes se cobraban al tráfico que iba en cada dirección. Para aliviar la congestión en la orilla sur, se eliminó el cobro de peaje en la distancia en dirección norte. En mayo de 1999, los peajes estándar para automóviles pasaron de 1,50 $ en cada sentido a un peaje de 3 $ cobrado en la orilla norte para el tráfico en dirección sur. En 2017, se aumentó el peaje para financiar mejoras de seguridad en el puente. El peaje pasó de 3 $ en efectivo y 2 $ con etiqueta de peaje a 5 $ en efectivo y 3 $ con etiqueta de peaje.
La inauguración de la Calzada aumentó la riqueza de las pequeñas comunidades de la costa norte, reduciendo el tiempo de conducción hacia Nueva Orleans hasta 50 minutos, acercando así la costa norte hacia el área metropolitana de Nueva Orleans. Antes de la Calzada, los residentes de la Parroquia de S. Tammany tenían que rodear el lago, bien por el lado este por el Puente Rigolets en la U.S. Ruta 90 cerca de Slidell (Luisiana), bien por el lado oeste por la U.S. Ruta 51 a través de Manchac (Luisiana).
Tras el Huracán Katrina el 29 de agosto de 2005, los vídeos grabados muestran los daños en el puente, pero estos se produjeron en su mayor parte en la vuelta menos usada en el viejo arco en dirección sur. Los cimientos de la estructura permanecen intactos. Las Calzadas nunca han sufrido mayores daños de ningún tipo a causa de huracanes u otros fenómenos naturales. Con el Puente de Arco Gemelo I-10 ampliamente dañado, la Calzada se usó como ruta principal para los equipos de recuperación que permanecieron en tierras altas al norte para entrar en Nueva Orleans. La Calzada se reabrió en primer lugar para tráfico de emergencias y luego para el público en general, siendo suspendido el peaje, el 9 de septiembre de 2005. El peaje fue reinstaurado a mediados de octubre.
El Lake Pontchartrain Causeway es uno de los siete vanos de autopista de Luisiana con una longitud total de 8,0 km (5 millas) o más. Los otros son, en orden de más largo a más corto, el puente del pantano de Manchac en la I-55, el puente de la cuenca de Atchafalaya en la I-10, el puente de la autopista 1 de Luisiana, el puente del aliviadero de Bonnet Carré en la I-10, el puente del pantano de Chacahoula en la U.S. 90, los vanos gemelos del lago Pontchartrain en la I-10 y el puente de los humedales de LaBranche en la I-310. El puente Maestri se acerca, pero se queda corto por dos décimas de milla, con una longitud total aproximada de 4,8 millas (7,7 km). En Luisiana también se encuentra el puente Norfolk Southern Lake Pontchartrain, que con 9,3 km (5,8 millas) es uno de los puentes ferroviarios más largos de Estados Unidos.
El extremo sur del puente Manchac Swamp (en el extremo oeste del lago Pontchartrain) es el extremo oeste del puente I-10 Bonnet Carré Spillway (en el extremo suroeste del lago Pontchartrain), y el extremo norte del puente LaBranche Wetlands es el extremo este del puente I-10 Bonnet Carré Spillway; por lo que estos tres puentes, por su nombre, son en realidad un solo puente contiguo. La distancia total por carretera elevada continua es de más de 38 millas (61 km).
El puente fue designado Monumento Histórico Nacional de Ingeniería Civil por la Sociedad Americana de Ingenieros Civiles en 2013.

## Accidentes importantes de embarcaciones

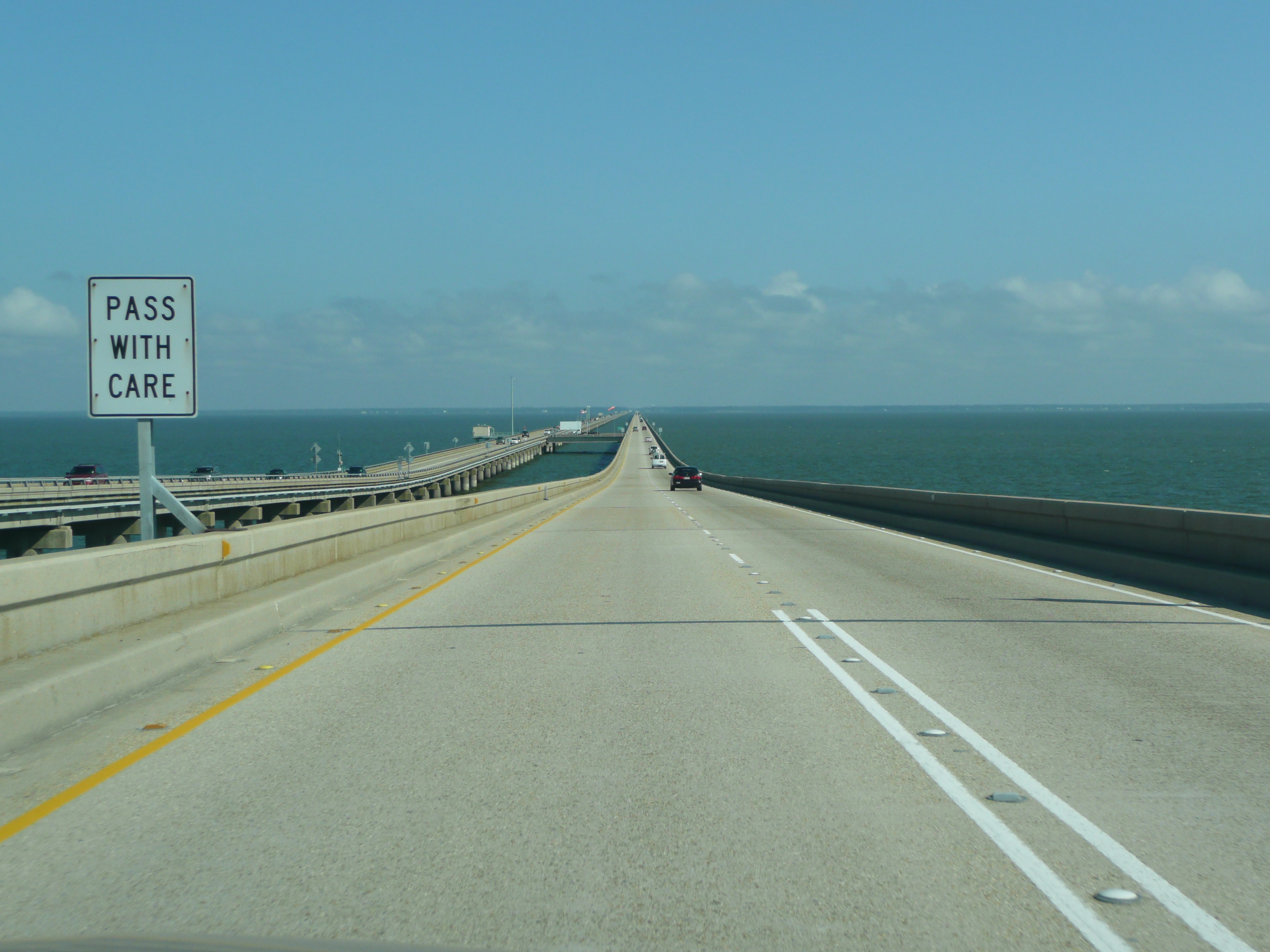
En dirección norte en la Calzada.

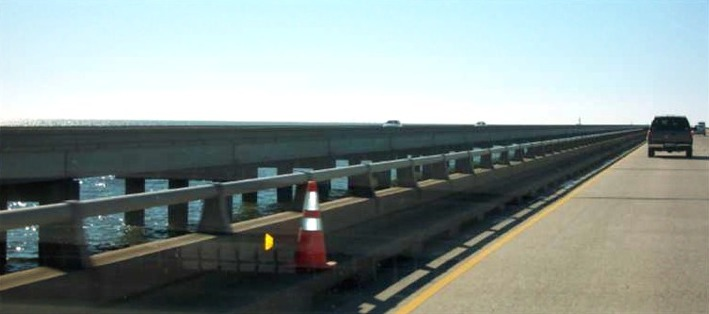
En dirección sur en la Calzada hacia Nueva Orleans.

La Calzada ha sido golpeada por embarcaciones en tres ocasiones, causando daños estructurales dando como resultado el hundimiento de porciones de la vía.
- 17 de enero de 1960, una embarcación vacía golpeó el puente en un día de intensa niebla matutina. Dos de los ojos de 52 pies de la Calzada se hundieron y un tercero resultó dañado. No hubo víctimas mortales.
- 16 de junio de 1964, dos barcazas chocaron contra el puente causando el hundimiento de cuatro de sus ojos y motivando a su vez que un autobús de la empresa Continental Trailways cayera al lago y 6 de sus pasajeros murieran ahogados.[12]
- 1 de agosto de 1974, varias embarcaciones chocaron contra el nuevo ojo en dirección norte, hundiéndose varios ojos y haciendo caer a varios vehículos al agua, resultando muertas tres personas.

## Reglamento

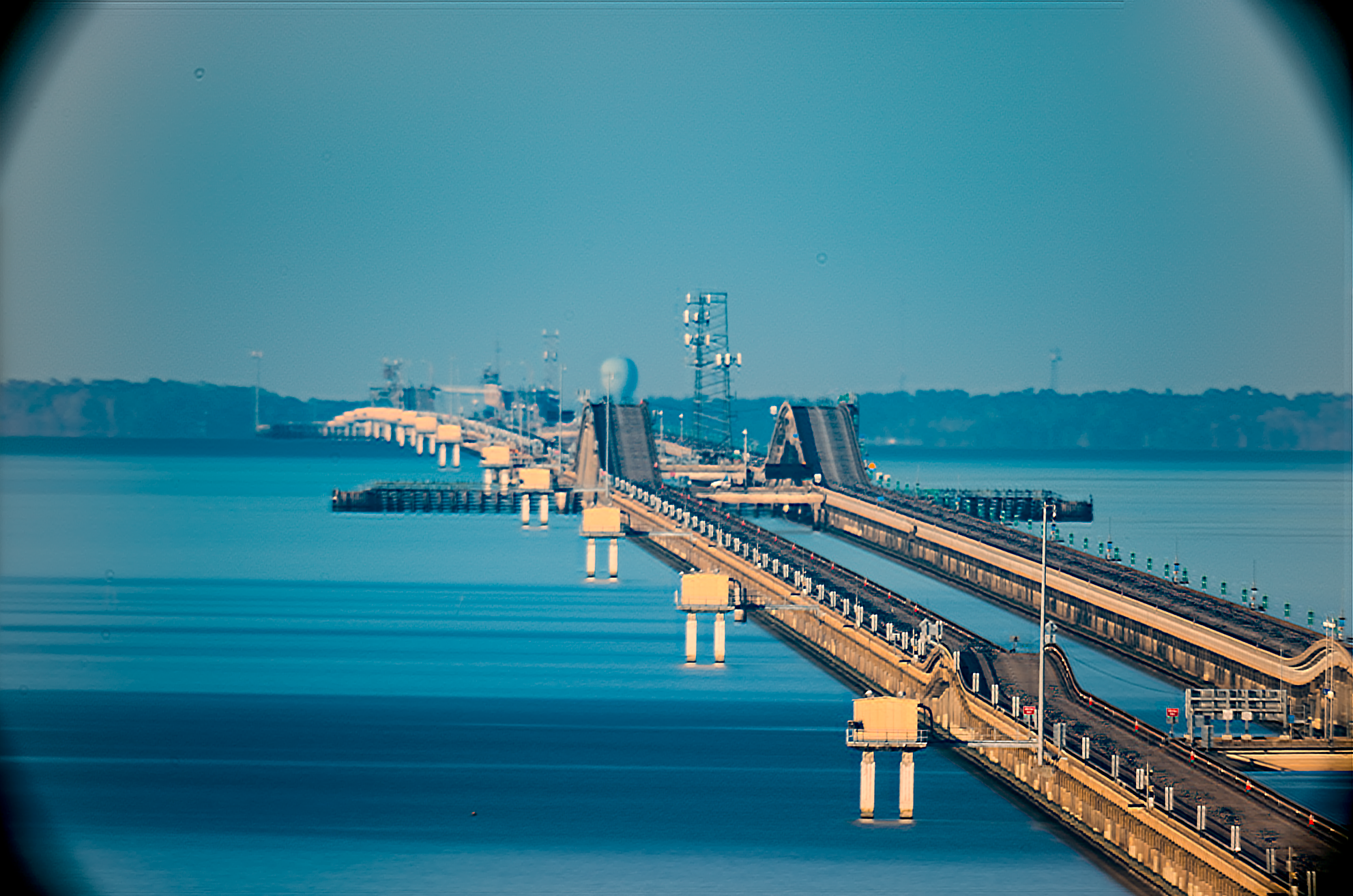
Foto de la calzada del lago Pontchartrain que demuestra la curvatura de la Tierra.

Actualmente, ambos carriles están sometidos a un límite de velocidad máxima de 65 millas/hora durante el día, excluyendo niebla, lluvia o fuertes rachas de viento. Este límite fue incrementado de 55 millas/hora en 2004 para aumentar la seguridad en el carril y reducir el tiempo de conducción en 4 minutos. Sin embargo, el carril en dirección sur se ve cuestionado sobre la línea de visión por la noche en las ascensiones del carril, requiriendo un límite de velocidad de 55 millas/hora sobre los montículos. La Comisión de la Calzada está estudiando el coste de alumbrar las subidas en el carril en dirección sur y posiblemente en dirección norte.

## Planes sobre un tercer carril
En 2002, la Comisión de la Calzada planteó la construcción de un tercer carril, antes de decidir en última instancia renovar los ya existentes, ya que los estudios mostraban que el crecimiento del tráfico se estabilizaba. Se estimaba el coste de la construcción en 400 millones de dólares, lo que para el año 2006 llegó a 800-900 millones. Entre las secuelas del huracán Katrina, el tráfico ha crecido a 40.000 vehículos por día debido a que la población de las parroquias de la costa norte se ha incrementado rápidamente. Un estudio en 1992 sobre el tráfico predijo que la capacidad de tráfico de los carriles actuales se excedería en 2007; una estimación que se revisó posteriormente y se adelantó a una fecha más inmediata y quedaría inútil por los desplazamientos de población relacionados con el huracán Katrina. A principios de marzo de 2006, el director general Robert Lambert agradeció que la Comisión reconsiderara el plan sobre un tercer carril. Lambert aludió al incremento del tráfico y la necesidad de mejores rutas de evacuación hacia el norte como razones principales para volver a examinar la necesidad de un nuevo carril. Este se encontraría al este del que actualmente lleva hacia el norte e incluiría dos carriles para viajar y un completo arcén a la derecha. El actual carril en dirección sur también se acomodaría con un arcén completo. Así pues, el carril hacia el norte sería utilizado como un carril con calzada reversible con arcén completo para aliviar las horas puntas de circulación.

## Polémica de los Récords Mundiales Guinness
Durante décadas, la calzada del lago Pontchartrain fue catalogada por Guinness World Records como el puente sobre el agua más largo del mundo. En julio de 2011, el puente de la bahía de Jiaozhou en China fue nombrado por [Guinness World Records] como el puente sobre el agua más largo del mundo. En ese momento hubo cierta controversia en Estados Unidos, ya que los partidarios del anterior poseedor del récord, la calzada del lago Pontchartrain, no estaban de acuerdo con que [Guinness World Records] no calificara a la calzada como la más larga. Los partidarios hicieron esta afirmación basándose en su propia definición, es decir. es decir, la longitud de un puente físicamente sobre el agua, y concluyeron que el Lake Pontchartrain Causeway abarca 38,28 km (23,8 mi), y era, por tanto, el más largo. El puente de la bahía de Jiaozhou atraviesa el agua sólo 25,9 km (16,1 mi). Sin embargo, Guinness World Records, utilizando el criterio de medición que incluía estructuras agregadas, como puentes terrestres en los extremos y un túnel submarino, afirmó que el puente de la bahía de Jiaozhou tiene una longitud de 42,6 km (26,5 mi). Tras esta polémica, en julio de 2011, Guinness World Records creó dos categorías para los puentes sobre el agua: longitudes continuas y agregadas sobre el agua. El Lake Pontchartrain Causeway se convirtió entonces en el puente más largo sobre el agua (continuo), mientras que el Jiaozhou Bay Bridge pasó a ser el puente más largo sobre el agua (agregado).